# Hans Brosius (Politiker, 1891)
Hans Wilhelm Gustav Max Brosius (* 27. Juli 1891 in Thorn; † 18. November 1969 in Hamburg-Harburg) war ein deutscher Journalist und politischer Funktionär (DNVP). Er wurde unter anderem bekannt als Leiter der Pressestelle der DNVP (1929–1933).

## Leben

### Jugend und Erster Weltkrieg
Hans war der Sohn des späteren preußischen Generalleutnants Karl Brosius (1855–1920) und dessen Ehefrau Lonny, geborene Wittke (* 1866). In seiner Jugend wurde er zur Ausbildung in die Obhut der Hauptkadettenanstalt gegeben, wo er 1910 die Reifeprüfung ablegte. 1911 wurde er als Leutnant dem Magdeburgischen Jäger-Bataillon Nr. 4 überwiesen. Am Ersten Weltkrieg nahm Brosius zunächst als Bataillonsadjutant und Kompanieführer teil. 1915 wurde er Kampfflieger, zuletzt als Führer der Kampfstaffel 42 und der Schutzstaffel 17. Im Krieg wurde Brosius mehrfach verwundet: 1918 wurde er nach einem Flugzeugabsturz als Ordonnanzoffizier zum Generalstab des Armeeoberkommandos 8 geschickt. Im Krieg wurde er mit dem Eisernen Kreuz beider Klassen und dem Fliegererinnerungsabzeichen ausgezeichnet.

### Weimarer Republik
Nach dem Krieg, in dem zwei seiner Brüder ums Leben gekommen waren, schloss Brosius sich dem Freikorps Lützow an. 1920 schied er als Hauptmann endgültig aus der Armee aus. Es folgte eine einjährige Volontärzeit bei der Mitteldeutschen Zeitung in Erfurt. In den folgenden Jahren fungierte Brosius, der auch aktives Mitglied des Stahlhelms war, als Landesgeschäftsführer der DNVP – in die er 1920 eingetreten war – in Thüringen. Anschließend kam er als politischer Redakteur zur Niederdeutschen Zeitung in Hannover, deren Chefredakteur er von 1926 bis 1928 war. In Hannover übernahm Brosius außerdem den Vorsitz des örtlichen Kreisvereins der DNVP. Auf diese Weise lernte er den in Hannover lebenden DNVP-Politiker Otto Schmidt-Hannover kennen, der seit 1924 für Brosius Partei im Reichstag saß.
Schmidt-Hannover holte Brosius 1928 als Mitarbeiter in die DNVP-Parteizentrale in der Berliner Friedrich-Ebert-Straße nach Berlin. Dort ernannte Alfred Hugenberg, ihn auf Vorschlag von Schmidt-Hannover wenige Monate nach seiner, Hugenbergs, Wahl zum Parteivorsitzenden, zum Reichspressechef der Partei, d. h. zum Leiter der Pressestelle der DNVP. In dieser Eigenschaft oblag Brosius, der so zu einem der engsten Mitarbeiter Hugenbergs – als dessen unbedingter Gefolgsmann er halt – die Koordination der Propagandaarbeit der Partei in ihrer eigenen Presse sowie die Beeinflussung der sonstigen in- und ausländischen Presse in ihrem Sinne. Hugenberg setzte 1929 zudem durch, dass Brosius die Leitung des Reichsausschusses für Propaganda übertragen wurde, der in diesem Jahr als Teil der gemeinsam von DNVP, NSDAP und anderen Rechtskräften unternommenen Anstrengungen zur Bekämpfung des Young-Plans gegründet wurde. Innerhalb der Führungsriege der DNVP bildete Brosius damals mit Schmidt-Hannover und dem Chef der Parteizentrale Hans Nagel eine Clique, weswegen Reinhold Quaatz diese Männer ironisch als „die drei Musketiere“ bezeichnete. Daneben fiel Brosius in den späten 1920er und frühen 1930er Jahren durch eine ausgedehnte publizistische Betätigung – vor allem Veröffentlichung von Artikeln zur Innen- und Außenpolitik – und durch häufige Auftritte als Redner, zumal bei Wahlkampfveranstaltungen seiner Partei, auf.

### NS- und Nachkriegszeit
Den Goebbels-Tagebüchern zufolge forderte Hugenberg während der Verhandlungen über die Formierung der Hitler-Regierung im Januar 1933 zeitweise die Ernennung von Brosius zum Reichspressechef, was Goebbels neben anderen Forderungen Hugenbergs als „unverschämt“ bezeichnete. Nach der Formierung der Hitler-Regierung spielte Brosius noch eine Rolle bei den Wahlkampfanstrengungen der Kampffront Schwarz-Weiß-Rot im Vorfeld der Reichstagswahlen vom März 1933. Als die DNVP wenige Wochen später im Zuge der Gleichschaltung der Parteien durch das NS-Regime zur Selbstauflösung gezwungen wurde, schied Brosius aus der Politik aus.
1935 unternahm Brosius eine sechsmonatige Weltreise, die ihn durch Sibirien und Japan, nach Korea und China und zuletzt in die Südsee führte. Seine Erlebnisse und Reiseeindrücke beschrieb er in dem 1936 bei der Deutschen Verlagsgesellschaft erschienenen Buch Fernost formt seine neue Gestalt. Das Buch wurde 1942 geringfügig erweitert neu aufgelegt.
1937 wurde Brosius Geschäftsführer und Produktionsleiter bei der UFA-Werbefilm. Zuvor hatte er bereits dem Aufsichtsrat der UFA angehört. Im August 1939, kurz vor Beginn des Zweiten Weltkriegs wurde er als Oberstleutnant der Reserve reaktiviert und dem Luftwaffenführungsstab zugeteilt, in dem er für Truppenbetreuungsfragen zuständig war.
Ende 1947 kehrte Brosius nach Berlin zurück, um im Theater der Französischen Zone unter Werner Fuetterer zu arbeiten. Später ging er nach Hamburg, wo er sich der Deutschen Partei anschloss, für die er 1957 erfolglos zum Bundestag kandidierte.

## Ehe und Familie
Brosius heiratet am 22. August 1919 Elisabeth (Else) Marie Friederike von Hinckeldey (* 20. Juni 1897 in Karlsruhe).
Aus der Ehe, die am 9. August 1936 vor dem Landgericht Berlin geschieden wurde, gingen der Sohn Ernst-Günther Karl Walter Brosius (* 16. September 1920 in Erfurt; 24. August 1944 bei Tiraspol in Bessarabien) und die Tochter Jutta Auguste Irma Brosius (* 2. Juni 1923 in Hamburg-Rahlstedt) hervor.
In zweiter ehe heiratete Brosius am 24. August 1938 in Berlin-Charlottenburg Berta Julie Charlotte Müller, geschiedene Erxleben, verwitwete Borsdorf (* 17. Februar 1894 in Berlin; 6. Januar 1949 in Berlin-Charlottenburg).
In dritter Ehe heiratete Brosius am 30. Oktober 1953 in Hamburg Erika Lüders, gesch. Leichsenring (* 5. April 1913 in Hamburg).

## Schriften
- Der Anteil der deutschen Presse am Kampf um den deutschen Geist. 1930.
- Fernost formt seine neue Gestalt. Berlin 1936. (2. Auflage 1942)